# Derek Lawrence
Derek Lawrence (Barnet, Londen, 16 november 1941 – Peterborough, 13 mei 2020) was een Brits geluidstechnicus en muziekproducent, die voornamelijk actief was in het begin van de jaren 70.
Rond 1963 kwam Lawrence in aanraking met Joe Meek, Lawrence was toen 'manager' van Laurie Black and the Men of Mystery. Zij mochten opnamen verrichten in de geluidsstudio van Meek. Ze werkten samen tot 1965 aan werk van bijvoorbeeld Freddie Starr and the Midnighters. Hij leerde toen ook The Outlaws met Ritchie Blackmore kennen. In 1968 zat hij achter de knoppen bij de opnamen van Jethro Tulls (toen nog Jethro Toe) single Sunshine Day. Vervolgens schoven andere bands aan, zoals Deep Purple, Machiavel, The Pretty Things, The Zephyrs, Flash (band) en Wishbone Ash. Hij nam vaak muziek op in De Lea Lane Studios. Ook de Nederlandse band Alquin heeft muziek met hem opgenomen.
Lawrence overleed op 13 mei 2020 op 78-jarige leeftijd.